# Főegyházmegyei Könyvtár (Eger)

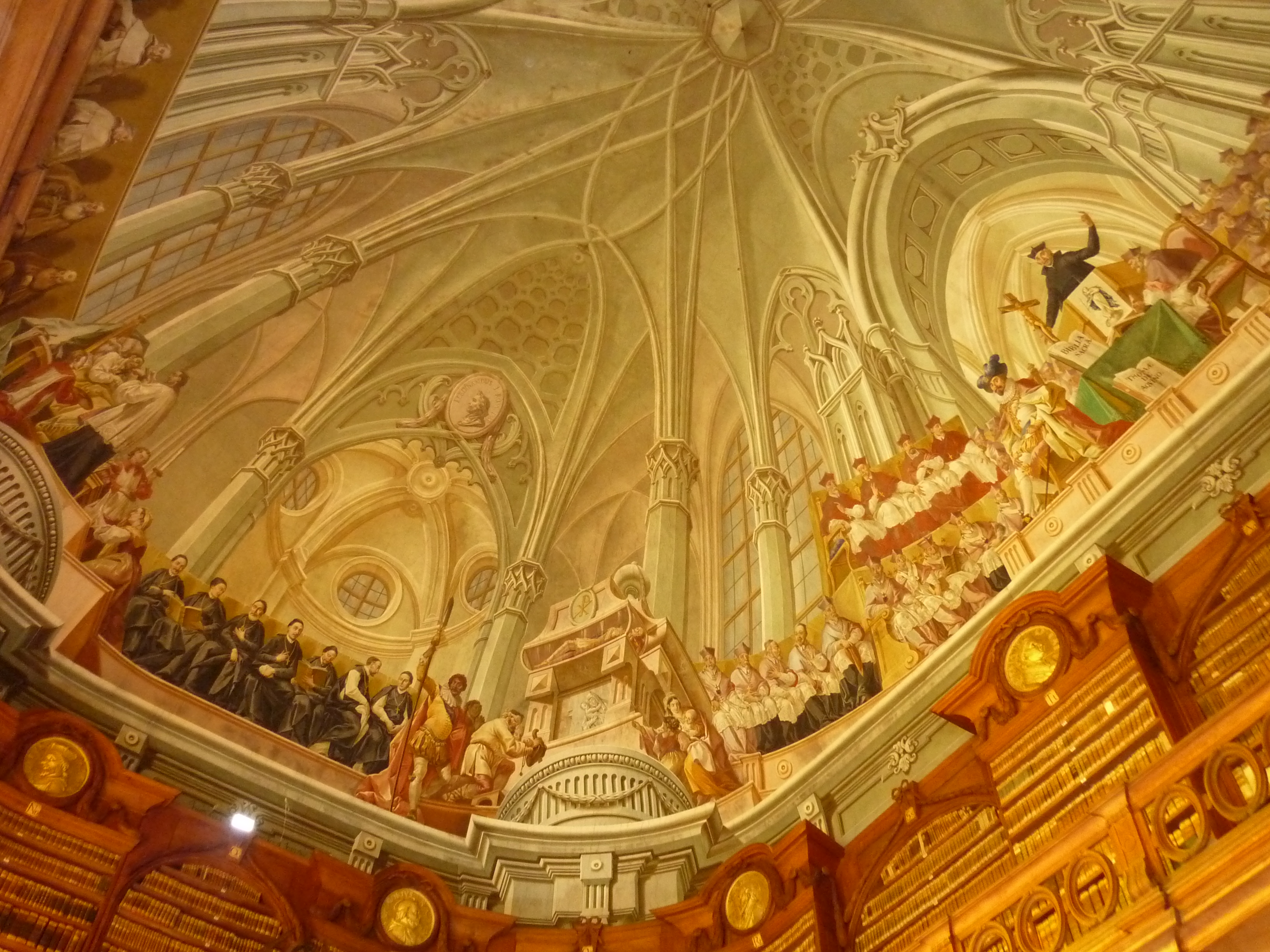
Kracker János Lukács: A tridenti zsinat (freskó, részlet)

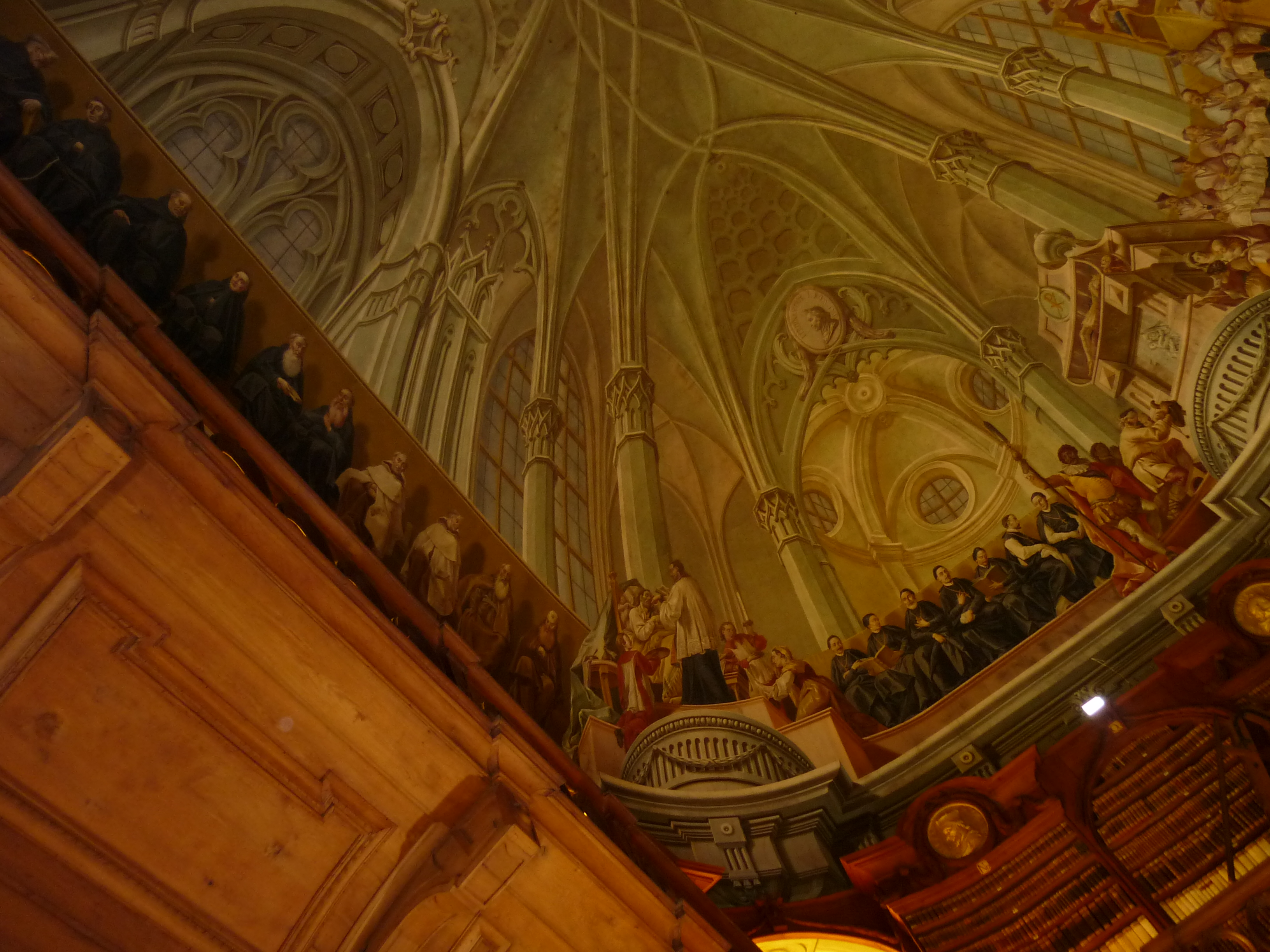
Johann Lucas Kracker: A tridenti zsinat (freskó, részlet)

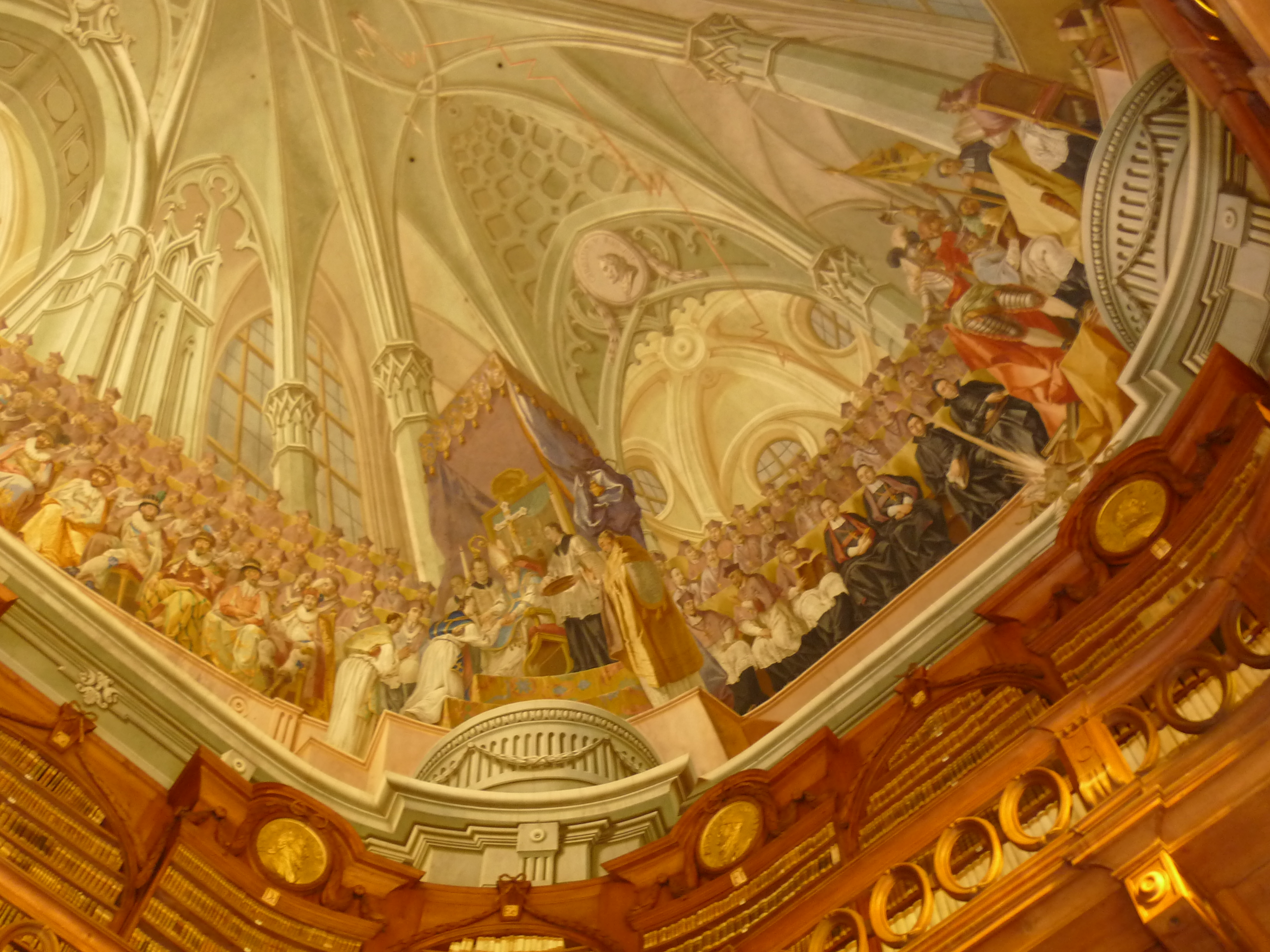
Johann Lucas Kracker: A tridenti zsinat (freskó, részlet)

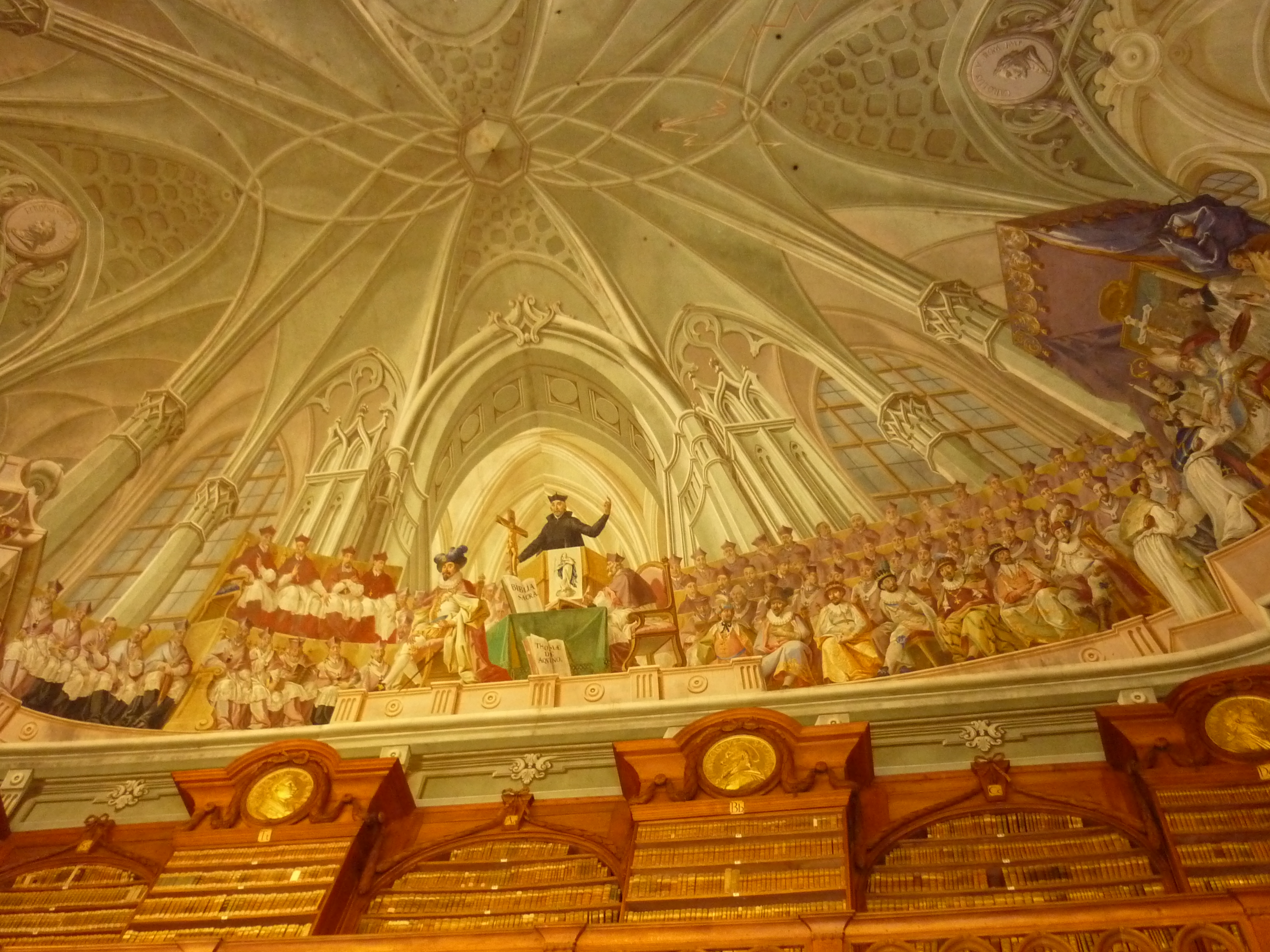
Johann Lucas Kracker: A tridenti zsinat (freskó, részlet)

Az egri Főegyházmegyei Könyvtár nagyterme a Líceum déli oldalának közepén, az első emeleten van. A Líceum kápolnája az északi épület közepén, a könyvtárteremmel analóg helyzetben épült.

## A termek
Mind a nagyterem, mind a kápolna két emelet magas: az első emelet padlószintjétől a második emelet tetőszintjéig nyúlik.

### Nagyterem
A könyvtár mennyezetének freskója a tridenti zsinatot ábrázolja. Megfestését Eszterházy Károly püspök 1777-ben Kracker János Lukácsra (Johann Lucas Kracker) bízta. A művész még az évben megküldte a megrendelőnek a tervezett kép vázlatát, Eszterházy azonban elégedetlen volt a javasolt koncepcióval: úgy vélte, hogy az pontatlanul mutatja be a zsinat helyszínét és résztvevőit. Javasolta Krackernek, hogy Bécsben próbálja meg begyűjteni azokat az információkat, amik alapján valószerűbbé teheti az ábrázolást. A festő megfogadta a püspök tanácsát, és az új koncepció már Eszterházy tetszését is elnyerte. A képet elemző művészettörténészek valószínűsítik, hogy Kracker nem csak leírásokból, illetve elbeszélésekből ismerhette meg az eseményt és résztvevőit, de sikerült beszereznie valamilyen, korabeli metszetet is. Saját képét, amihez Bécsben hosszadalmasan tanulmányozta a kor ruházatát, viseleteit is, többé-kevésbé a metszetet követve alkothatta meg.
Kracker 1778 tavaszán kezdte el a munkát vejével, Zach Józseffel, és még abban az évben be is fejezték a monumentális alkotást. A munkát úgy osztották meg, hogy Kracker festette a 150 alakot, Zach pedig a hátteret. A bravúros perspektívával festett képnek köszönhetően a terem csaknem sík (mindössze 90 cm-t emelkedő) mennyezete kupolának látszik. Kazinczy Ferenc feljegyezte, hogy amikor Franz Anton Maulbertsch megpillantotta a grandiózus alkotást, elragadtatásában kijelentette, hogy „Én ennyit nem tudok”.
A technikai bravúrt mindenki elismeri, de a freskó művészi értékének megítélése már nem ennyire kedvező; így pl. Garas Klára tanulmánya szerint „hiányzik belőle a lélek és az érzés”.
A kép az egyházi és világi méltóságokat korhű ruhákban és hierarchikus rendben mutatja be, „nem annyira művészi, mint inkább tényszerű” módon. A kép központi figurájaként a bejárati ajtó fölött Alfonso Salmerón (1515–1585) jezsuita szerzetes szónokol. Valószínűsíthető, hogy az abban az időben éppen csak megalakult rend szónoka Eszterházy kívánságára került a fő helyre – a püspök ugyanis 1741–1744 között a nagyszombati jezsuita szemináriumban tanult.
A szónok előtt a valóságnak megfelelően két könyv látható: a Biblia és Aquinói szent Tamástól a Summa Theologica. Az emelvény előtt, a német-római császár és a spanyol király követeként, díszruhában foglal helyet Vergil de Quisiones márki (Luna grófja). Az asztalnál a zsinat titkára, Angelo Massarelli telesi püspök ül.
Salmeróntól balra, a felső sorban ül az a négy bíboros, akik a pápa megbízásából elnököltek a zsinaton, alattuk pedig a nagyhatalmak egyházi követei – köztük Draskovics György pécsi püspök, I. Ferdinánd magyar király megbízottja. Salmeróntól jobbra, az alsó sorban a nagyhatalmak világi küldöttei ülnek, fölöttük különböző érsekek és püspökök, majd a szerzetesrendek vezetői. A résztvevők alakjai teljesen körülölelik a freskó alsó szegélyét; sorukat csak a négy sarokban töri meg egy-egy jelenet:
- a szónoktól balra a Szent Szűz és a szentek tisztelete

(A gyermekét tartó szűz fölött üvegkoporsóban egy elhunyt szent nyugszik kezében az üdvözülést jelképező pálmaággal; az istenanya előtt egy térdelő koldus imádkozik, a mögötte álló, lándzsás férfi pedig nem más, mint maga Kracker János Lukács);
- tovább balra a betegek szentségének kiszolgálása;
- a szónoktól jobbra papszentelés;
- tovább jobbra könyvcenzúra.

(Azok a művek, amiket a bizottság a hitre ártalmasnak minősített, a földön hevernek, és isten igazságos ítéletének jelképe, a mennyezeten át betörő villám pusztítja el őket. A kártékony könyvekből apró kígyók bújnak elő; a háttérben Luther és Zwingli alakja tűnik fel.)
A kompozíció kupola jellege főként a Zach József festette neogót–romantikus jellegű háttérnek köszönhető. Ez alapvetően elüt a Líceum copf stílusától, viszont megfelel a zsinat egykori helyszíne, a tridenti Santa Maria Maggiore templom reneszánsz architektúrájának.

#### Berendezése
A könyvállványok a teljes belső falfelületet beborítják. A monumentális szerkezetet arányosan tagolja a 7 m magasan körbefutó, ugyancsak fából készült, 105 cm széles, 95 cm magas karzat. Az európai hírű, copf stílusú bútorzatot Fellner Jakab tervezte, és  Lotter Tamás egri asztalos készítette el 1778–1780 között. A felvidéki tölgyfából készült, eredeti színében meghagyott állványzat egyik érdekessége, hogy szerkezeti elemeinek rögzítéséhez semmilyen fémet nem használtak. A földszinten 16, az karzaton pedig (ahol nem kellett helyet hagyni az ajtóknak) 19 polcrendszert helyeztek el. A karzatra a könyvtárterek két északi sarkában juthatunk föl egy-egy kőből faragott, 40 lépcsőfokból álló, rejtett csigalépcsőn. A könyvtárhoz tartozik még két kisebb és csak egy emelet magas helyiség is – ezekbe a nagyterem keleti, illetve nyugati falán nyílik egy-egy ajtó. A könyvállványok ezekben is a mennyezetig érnek.
Az épület stílusához minden szempontból alkalmazkodó bútorzatot 24 aranyozott relief-mellkép díszíti; ezek Halblechner Vencel egri szobrász munkái. Az ábrázolt személyek a földszinten, a főbejárattól jobbra haladva:
- Pál apostol,
- Szent Jeromos,
- szent Antal,
- XIV. Benedek pápa,
- Boethius,
- Werbőczy István,
- Istvánffy Miklós,
- Caesar Baronius,
- Marcellus Cervini,
- Borromei szent Károly,
- Nagy szent Gergely pápa,
- Hippói Szent Ágoston,
- János evangélista.

A karzaton, a főbejárattól jobbra haladva:
- Szalézi szent Ferenc,
- Szent Jusztinusz vértanú,
- szent Damazus pápa,
- Justus Lipsius (Lips Joest),
- Jean Mabillon,
- Kopernikusz,
- Galileo Galilei,
- Kolumbusz Kristóf,
- Pázmány Péter,
- Nazianzi szent Gergely,
- Lukács evangélista,
- Szent Ciprián.

### Kápolna
Az egykori kápolna 1959 óta a könyvtár tulajdona. Itt van a könyvtár könyvraktára, az egykori sekrestye pedig a munkahely: mivel ebben az egy ablakos, túlzsúfolt szobában tárolják a katalógusokat és a kézikönyveket, dolgozzák fel és kölcsönzik a köteteket, az olvasóknak mindössze öt ülőhelyet tudnak biztosítani.

## A könyvtár története
A könyvtártermet Eszterházy Károly eredetileg egyetemi könyvtárnak szánta; megbízottai több európai nagyvárosban vásároltak számára könyveket. Mivel az egyetem alapítását sem Mária Terézia, sem utóda, II. József nem engedélyezte, az összegyűjtött könyveket az egyházmegye könyvtárába sorolta, és a teremben végül ezt az intézményt helyezte el.
Az állványzat felállítása (1780) után itt helyezték el az összegyűjtött könyveket, de a gyűjtemény még több mint egy évtizeden át zárt maradt. Ez alatt Eszterházy az értékesebb köteteket különféle, a bútorzattal harmonizáló színű állatbőrökbe köttette.
Magyarország második nyilvános könyvtárát 1793. december 28-án, 16 000 kötettel nyitották meg.
1959 óta a könyvtár használja a kápolna termét is.

## A gyűjtemény

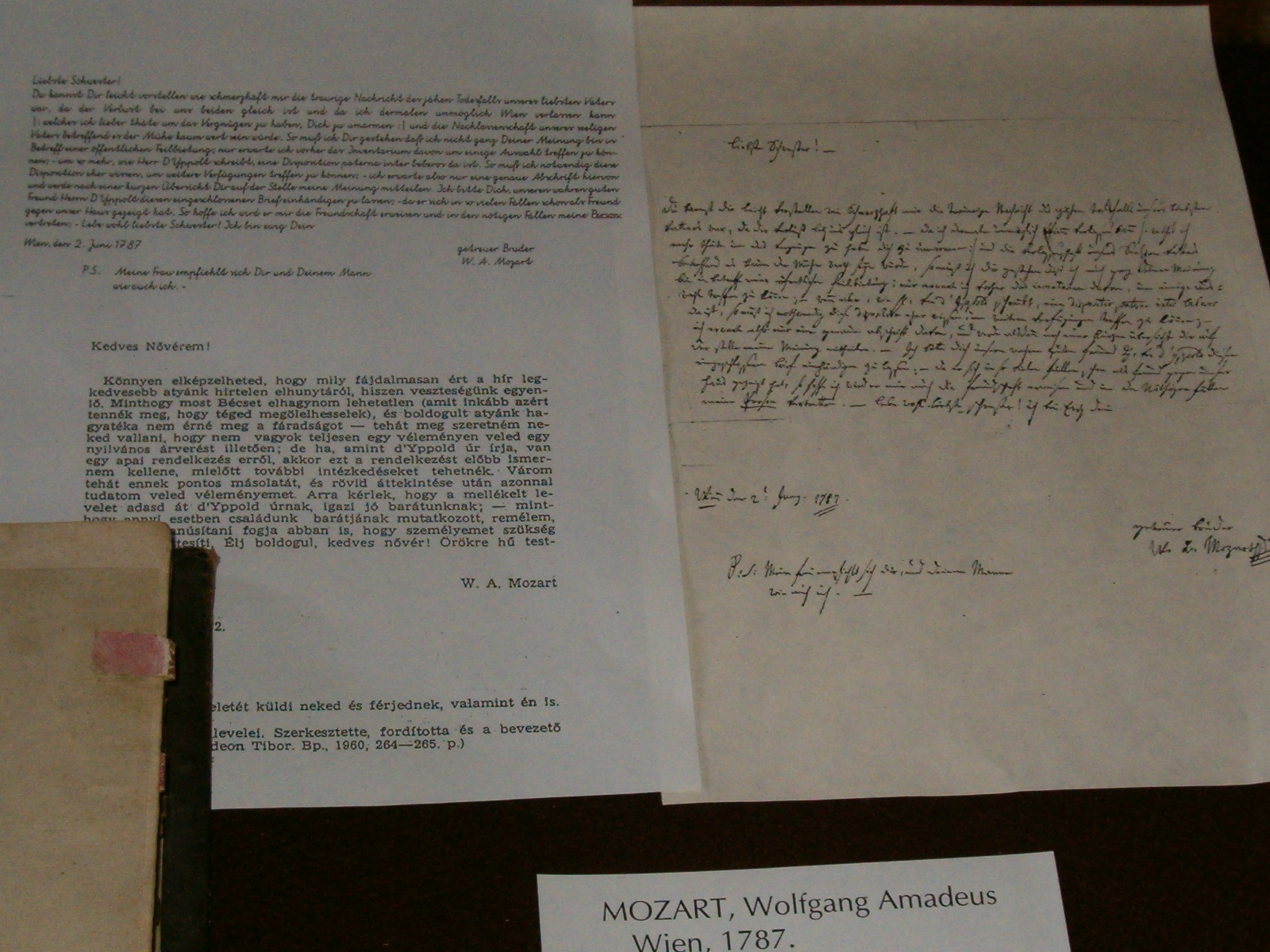
Mozart kézirata a könyvtárban

Ebben a könyvtárban őrzik  többek közt Mikes Kelemen Törökországi leveleinek kéziratát, Mozart egyetlen, Magyarországon őrzött levelét és a 15. századi Budai Krónikát is. A gyűjteményt folyamatosan fejlesztik: 2009 őszén 162 800 kiadványt tartottak nyilván 30 nyelven – köztük számos ősnyomtatványt és kódexet.

### Az Eszterházy-gyűjtemény
A későbbi beszerzésektől elkülönítve tartják nyilván a könyvtár eredeti állományát, az úgynevezett Eszterházy-gyűjteményt. A gyűjteményt alapító Eszterházy Károly két fő megbízottja:
- Giuseppe Garampi (1725–1792) bécsi pápai nuncius (külföldön) és
- Büky József könyvtáros (belföldön)

volt.
A püspök még a rendszeres gyűjtés megkezdése előtt, de már Garampi segítségével, Hell Miksa javaslatára vásárolta össze a Líceumban berendezett obszervatórium szakkönyvtárát.
Nagy részt vállalt az állomány gyarapításából Batthyány Ignác egri prépostkanonok, a későbbi erdélyi püspök, aki átkutatta Észak-Magyarország régi könyvgyűjteményeit, és az érdemesnek ítélt könyveket megvásárolta püspökének.
A gyűjtés kezdete előtt Eszterházy konzultált annak stratégiájáról Garampival és néhány más, elismert szaktekintéllyel:
- Pietro Maria Gazzaniga és
- Giuseppe Bertieri dogmatikaprofesszorokkal,
- Ferdinand Stöger egyháztörténésszel és
- Karl Scherffer matematikaprofesszorral.

Tanácsukra úgy döntött, hogy a könyvkereskedőktől csak a legszükségesebbnek tartott műveket szerzi be; a többit jóval olcsóbban, hagyatékokból és egyéb aukciókon vásároltatja meg. Az ehhez szükséges olasz-, illetve franciaországi levelezést P. Gazzaniga el is vállalta. Garampi a teológiai és történelmi művek beszerzését koordinálta; egyúttal javasolta Eszterházynak, hogy a világi művek beszerzését bízza a jó családból származó és szorgalmas Jaszvics Bernát volt jezsuita világi papra.
A gyűjtő akció 1781 októberétől 1785 januárjáig tartott – ekkor a pápa bíborossá nevezte ki Garampit, és ő visszatért szülőföldjére.
Az így felvásárolt könyvekért a püspök összesen 18 131 forintot fizetett ki. A könyvtár ezután főleg az Eszterházy alá beosztott papok ajándékaival bővült. A gyűjtemény részének tekintik az 1799-ben elhunyt püspök hagyatékát is, így abban összesen 13 879 mű 20 293 kötete található.
Témacsoportok szerint:
- hittudomány 4148 mű 5493 kötetben;
- jogtudomány 2414 mű 2957 kötetben;
- orvostudomány 514 mű 564 kötetben;
- történelemtudomány 2525 mű 4804 kötetben;
- bölcsészet 1426 mű 1963 kötetben;
- nyelvészet 2682 mű 4042 kötetben;
- egyéb 305 mű 654 kötetben.

Nyelvek szerint:
- latinul 8971 mű 11 711 kötetben;
- németül 2498 mű 3329 kötetben;
- franciául 1238 mű 3498 kötetben;
- olaszul 662 mű 1149 kötetben;
- magyarul 224 mű 251 kötetben;
- angolul 50 mű 52 kötetben stb;

– összesen 30 nyelven.
A magyar művek mindössze 1,23%-os aránya a latin nyelv monopolhelyzetével, a magyar tudományosság elmaradottságával és a hazai nyomdászat fejletlenségével magyarázható.
Eszterházy nem volt bibliofil; a Líceum könyvtárának összeállításának meghatározó szempontja az egyetemi oktatás segítése, támogatása volt. Éppen ezért számos kódexet, illetve ősnyomtatványt átengedett a munkáját belföldön segítő Batthyány Ignácnak – valószínűleg abban a hitben, hogy ő lesz utóda a püspöki székben. Batthyány azonban Gyulafehérvárott lett püspök, és ezek a ritkaságok a székvárosában alapított Batthyáneumot gazdagítják.